# سیارک ۲۲۰۰۵
سیارک ۲۲۰۰۵ (به انگلیسی: 22005 Willnelson، نامگذاری:1999XK47) بیست و دو هزار و پنجمین سیارک کشف شده‌است که در ۷ دسامبر ۱۹۹۹ کشف شد.
قدر مطلق سیارک برابر ۱۶.۲ است.